# Хомс
Хомс (арап. حمص‎, тур. Humus) је град у западној Сирији, административни центар истоимене покрајине. Од Дамаска је удаљен 162 километра северно, а од Алепа 192 јужно. Хомс се налази у веома плодној равници реке Оронт. Она дели град на старији источни део и новији западни део. 
Број становника у градском ширем подручју је 2009. године износио 1.250.650. По томе је Хомс трећи највећи град Сирије. Највећи део становништва чине сунитски муслимани, затим алавити, православни и сиријски оријентално-православни хришћани. У граду живи и око 14.000 палестинских избеглица. 

## Историја
Хомс се први пут помиње око 2300. године пре нове ере. У римско доба звао се Емеса, а у библијско Кадеш. Хришћанство је овде била доминантна религија од 3. до 7. века, а 636. Емесу су освојили Арапи који су граду дали садашње име. Крсташки замак Крак де Шевалије изграђен је недалеко од Хомса. У Хомсу је гробница Халида ибн Валида, знаменитог исламског војсковође и пратиоца пророка Мухамеда. 
Почетком Грађанског рата у Сирији 2011, у Хомсу су почели антивладини протести предвођени Сиријском слободном армијом која је држала град скоро пет година под опсадом. Војска Сирије је у децембру 2015. ушла и ослободила град.